# Li Minghui
Li Minghui (en chino tradicional, 黎明暉; en chino simplificado, 黎明晖; pinyin, Lí Mínghuī, 20 de noviembre de 1909 – 9 de diciembre de 2003) fue una actriz, bailarina y cantante china. Hija de Li Jinhui, participó en sus musicales desde muy joven, a pesar de que la tradición preveía que los papeles femeninos fueran interpretados por hombres. A los dieciocho años ya había aparecido en numerosas películas, obras de teatro y discos fonográficos, y en 1928 hizo una pausa para viajar por el sudeste asiático con la Bright Moon Song and Dance Troupe de su padre. Tras regresar a China, trabajó para United Photoplay Service y continuó cantando y actuando hasta 1938.

## Biografía
Li nació en Xiangtan, Hunan, en 1909. Su padre, Li Jinhui, era un destacado compositor y profesor de la Universidad de Pekín. Tras organizar su propia compañía de giras, enseñó a Minghui a cantar y bailar desde muy pequeña. En 1916, ella y sus padres vivían en Pekín, y en 1921 se trasladaron a Shanghái donde estudió en la Liangjiang Women's Normal School. Por aquel entonces, empezó a actuar en musicales de su padre, como Sparrows and Children, Moonlit Night, y Ms. Orchid. La aparición de Li, de doce años, en esta última obra fue controvertida, ya que la tradición sostenía que los papeles femeninos debían ser interpretados por hombres, y una joven en escena sería impropio y sexualmente provocativo.
En su adolescencia, Li había ganado popularidad por sus actuaciones de canto y baile. Fue aclamada por sus bailes de hadas doncellas, actuó en obras de teatro y publicó numerosos discos de gramófono, entre ellos varios para niños. También participó en nueve películas mudas, empezando por The Little Factory Boss en 1925; otras de sus películas fueron No Looking Back y A Full Moon and a Beautiful Flower. En abril de 1926, apareció en la portada del tercer número de The Young Companion. En sus actuaciones, se presentaba como una mujer moderna, segura de sí misma, que dominaba el mandarín y era capaz de marcar su propio rumbo; sin embargo, seguía siendo acusada de promover "el canto licencioso y el baile escabroso."
A lo largo de 1927, Li fue ganando popularidad entre el público, lo que su padre aprovechó para popularizar su escuela para jóvenes con inclinaciones musicales. En 1928 grabó la canción "Drizzle", compuesta por su padre, con Pathé Records. La canción, que fusionaba elementos tradicionales y occidentales, reivindicaba un amor de libre elección que rechazaba los valores confucianos. Su falsete nasal fue ampliamente emulado en posteriores obras de shidaiqu, género musical que precipitó. En 1934 se publicó una nueva versión, que incluía instrumentos occidentales como el trombón y el saxofón. El escritor Lu Xun criticó la canción, considerando que Li sonaba como "la cacofonía producida por un gato ahorcado".
En 1928 y 1929, Li viajó por el sudeste asiático con la China Song-and-Dance Troupe de su padre, que más tarde se convertiría en la Bright Moon Song and Dance Troupe. Aunque la gira fue popular, no tuvo éxito económico. La compañía regresó a China en 1931 y en abril fue contratada por Luo Mingyou, de la United Photoplay Service. La compañía había adquirido los derechos de Dos estrellas en la Vía Láctea, de Zhang Henshui, y, a pesar de que el papel estaba basado en las experiencias de Li, Violet Wong fue elegida para el papel principal. Li, por su parte, asumió un papel de entrenadora de Bright Moon – rebautizada como UPS Follies. Las Follies aparecieron en varios cortometrajes para UPS, en los que Li tuvo un papel protagonista, pero nunca llegaron a estrenarse. Li permaneció en activo hasta 1938, y una de sus últimas películas – Lucky Money (1937) – la encarnó en el papel de una cantante cuyo talento la lleva a la miseria.
Li se trasladó a Pekín en 1951, donde trabajó en el centro de salud Beijing Peixin Preschool. Fue secretaria personal de Zhang Shizhao en el Central Research Institute of Culture and History a partir de 1971; más tarde, se convirtió en miembro de la Academy of Literature and History. Abandonó Pekín en 2000 y se trasladó a Shanghai con su hijo. Fue entrevistada por la CCTV en noviembre de 2003 como parte de una serie sobre el último siglo de música popular en China. Murió ese mismo año, el 9 de diciembre de 2003.